# Manugiewiczowie herbu Hasso
Manugiewiczowie herbu Hasso – polski ród szlachecki pochodzenia ormiańskiego, biorący swój początek od żyjącego w XVIII w. Manuga Hasso, syna Waleriana.
Manugiewiczowie wylegitymowali się ze szlachectwa w zaborze austriackim w 1814 r. w Wydziale Stanów we Lwowie.

## Znani przedstawiciele
- Mikołaj Jan Manugiewicz – biskup
- Samuel Manugiewicz – ksiądz